# 三原市交通局

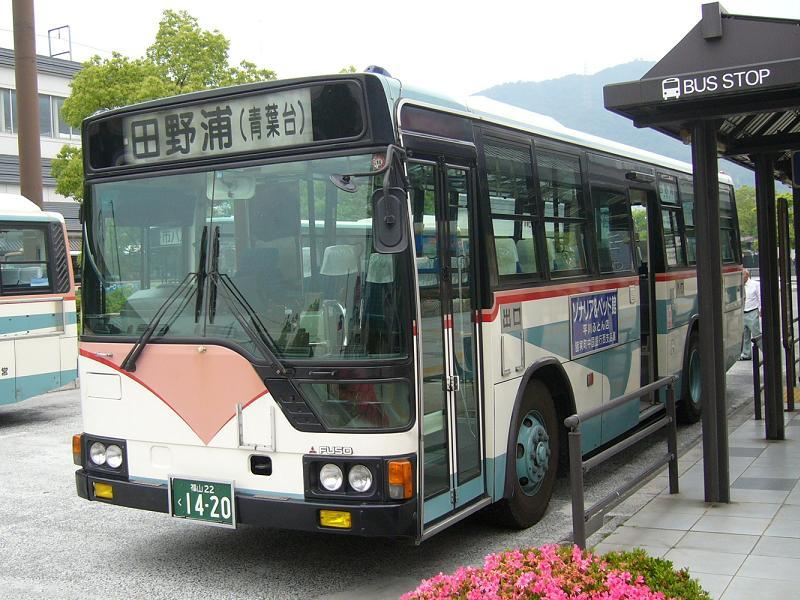
三原市営バス（現在は芸陽バスに移籍している）

三原市交通局（みはらしこうつうきょく）は、かつて広島県三原市において路線バス事業を行っていた公営事業者である。民営他社（中国バス・鞆鉄道・芸陽バス）との共同運行路線が多かったことやマイカー、バイク、自転車等の普及で利用者が減少、2008年3月末でバス事業を廃止し、前記民間3社に路線移譲された。

## 交通局（車庫）の所在地
- 広島県三原市宮沖5丁目9番32号
  - 福山ナンバー

移譲後、三原市シルバー人材センターとなっている。また、敷地の一部が芸陽バス三原営業所宮沖車庫として使用されていたが、廃止となった。

## 歴史
- 1942年9月 運行開始。
- 2007年4月1日　深線を中国バス、鞆鉄道、芸陽バスの3社へ、八幡線を中国バスへ、福地線を鞆鉄道へ、幸崎線・田野浦線・小泉線を芸陽バスへそれぞれ移管。
- 2008年
  - 3月31日　同日をもって事業廃止。
  - 4月1日　頼兼線・本郷線・市バス車庫線を芸陽バスへ移管。

## 廃止直前の路線
2007年3月末までと2008年3月末まで運行されていた路線を掲載。
（停留所名）は一部の便のみ停車。＜停留所名／停留所名＞はどちらかを経由。

### 一般路線バス
- 頼兼線
  - 三原駅前 - 宮浦中央 - 県立広島大学 - 西野 - （小西北住宅） - 西野 - 法常寺下 - 三原駅前
    - 上記は右回り。左回りは文末方向から順番にとまる。
    - 三原駅前 - 宮浦中央間・法常寺下 - 三原駅前間は中国バス、芸陽バスと共通乗車可能。
    - 2008年4月1日から芸陽バスによる運行となる。
- 市バス車庫線
  - 三原駅前 - 県地域事務所前 - 市バス前
    - 中国バス、芸陽バスと共通乗車可能。
    - 2008年4月1日から芸陽バスによる運行となる。
- 本郷線
  - 三原駅前 - ＜宮浦中央／商工会議所前＞ - 警察署前 - （沼田東団地上） - 神社下 - 竹ノ橋 - （真良 - 竹ノ橋 - 神社下） - 竹ノ橋 - 西野 - 浄水場前 - 三原駅前
  - 三原駅前 - ＜宮浦中央／商工会議所前＞ - 警察署前 - （沼田東団地上） - 神社下 - 竹ノ橋 - 真良 - （仏通寺） - 真良 - 本郷駅前 - 真良 - （仏通寺） - 真良 - 竹ノ橋 - 神社下 - 竹ノ橋 - 西野 - 浄水場前 - 三原駅前
    - 上記は右回り。左回りは文末方向から順番にとまる。右回りは商工会議所前経由、左回りは宮浦中央経由。
    - 三原駅前 - 警察署前間は中国バスと、三原駅前 - 長谷橋 - 沼田東団地上間・西小入口 - 三原駅前間は芸陽バスと共通乗車可能だった。
    - 仏通寺が紅葉シーズンで周辺道路の混雑が予想されるため、2007年11月10日から12月2日まで、芸陽バスによる三原駅前 - 仏通寺間の臨時便（ノンストップ）が運行された。
    - 2008年4月1日から芸陽バスによる運行となる。
- 福地線
  - 三原駅前 - 糸崎駅前 - 糸崎神社前 - 登山口
  - 三原駅前 - 糸崎駅前 - 糸崎神社前 - 上福地
    - 鞆鉄道と共同運行。三原駅前 - 寿町間は中国バス、芸陽バスと共通乗車可能。
    - 登山口で尾道方面のバス（おのみちバス）に接続。
    - 三原駅前 - 尾道駅前間は通算運賃が適用され、おのみちバスと共通乗車可能。
    - 2007年4月1日からトモテツバスによる運行となる。
- 深線
  - 三原駅前 - 東高校前 - 干川神社 - 別所 - 如水館前 - 深下組　（ - 木頃本郷）
    - 中国バスと共同運行。三原駅前 - 大橋間は鞆鉄道、芸陽バスと共通乗車可能。
    - かつては「美ノ郷」行きが設定され路線は木頃本郷バス停まで達していた。
    - 2007年4月1日から中国バス、トモテツバス、芸陽バスの3社による運行となる。
- 八幡線
  - 三原駅前 - 垣内 - 本庄佃橋
    - 三原駅前 - 垣内間は中国バス、芸陽バスと共通乗車可能。
    - 2007年4月1日から中国バスによる運行となる。
- 田野浦線
  - 三原駅前 - 宮浦中央 - 警察署前 - 田野浦小学校前 - きぼう作業所前 - 青葉台
    - 芸陽バスと共同運行。三原駅前 - 警察署前間は中国バスと共通乗車可能。
    - 2007年4月1日から芸陽バスによる運行となる。
- 小泉線
  - 三原駅前 - 市バス前 - 田野浦小学校前 - 生田 - 甲原橋 - シャープ前 - あやめヶ丘 - 生田橋 - 田野浦小学校前 - 市バス前 - 三原駅前
    - 上記は右回り。左回りは文末方向から順番にとまる。
    - 芸陽バスと共同運行。三原駅前 - 市バス前間は中国バスと共通乗車可能。また、高速バス三原やっさ号と共通乗車可能。
    - 2007年4月1日から芸陽バスによる運行となる。
- 幸崎線
  - 三原駅前 - 市バス前 - 須波駅前 - 須波フェリー前 - 須波ハイツ入口みはらし温泉前 - （すなみ荘前） - 久和喜 - 賑橋 - 久津公民館
    - 芸陽バスと共同運行。三原駅前 - 市バス前間は中国バスと共通乗車可能。
    - 2007年4月1日から芸陽バスによる運行となる。